# Klasztor na Monte Senario
Klasztor Monte Senario, wł. Convento di Monte Senario – jedno z najważniejszych sanktuariów Toskanii położone na wzgórzu o tej samej nazwie, na północ od miasta Vaglia, znajdujące się na obszarze archidiecezji Florencji.
Klasztor został zbudowany w 1234 roku przez Siedmiu Świętych Założycieli Zakonu Serwitów Najświętszej Maryi Panny zatwierdzonego przez Stolicę Apostolską w 1304 roku. Byli to florenccy kupcy, którzy porzucili dotychczasowe zajęcia i zaczęli żyć w ubóstwie i pokucie: Aleksy Falconieri, Bartłomiej Amidei, Benedykt Antella, Buonfiglio Monaldi, Gerardino Sostegni, Hugo Lippi-Uguccioni oraz Jan Buonagiunta Monetti.